# Trine Tangeraas
Trine Tangeraas  est une footballeuse internationale norvégienne née le 26 février 1971 à Kristiansand. Elle joue au poste de milieu de terrain durant sa carrière.

## Biographie

### En club
Tangeraas est joueuse du IL Sandviken.

### En sélection
Avec l'équipe de Norvège, Trine Tangeraas remporte une médaille de bronze olympique en 1996. Durant le tournoi, elle dispute quatre matchs et inscrit un but contre le Japon en phase de groupes.